# اكمة المسجد (السياني)

تعديل مصدري - تعديل

اكمة المسجد محلة تابعة لقرية جحب، التابعة لعزلة ذي شراق بمديرية السياني إحدى مديريات محافظة إب في الجمهورية اليمنية.، بلغ تعداد سكانها 27 حسب تعداد اليمن لعام 2004.